# Udea indistinctalis
Udea indistinctalis là một loài bướm đêm trong họ Crambidae.